# Facu Díaz
Facundo Díaz Troncoso, més conegut com a Facu Díaz (Montevideo, 15 de febrer de 1993), és un tuitaire i humorista espanyol d'origen uruguaià. Va ser director del programa Tuerka News de La Tuerka i posteriorment realitzà el programa d'humor No te metas en política al costat de Miguel Maldonado.

## Notícia falsa aEl País
El 20 de novembre de 2012 Díaz va publicar un missatge en el seu compte de Twitter fent una captura de pantalla d'un altre missatge emès pel compte del diari espanyol El País i que segons ell haurien esborrat poc després de publicar-ho. En el missatge d'El País s'informaria de l'"extrema gravetat" de la salut del rei Joan Carles I d'Espanya. Encara que poc després, Facu Díaz va assenyalar a la mateixa xarxa social que el seu missatge era fals i es tractava d'una broma contra El País, com a protesta pel procés d'expedient de regulació d'ocupació que significava l'acomiadament de 129 treballadors del periòdic. La falsa alarma sobre la gravetat del monarca es va estendre per la xarxa arribant a ser trending topic. Per aquests fets, El País va publicar una notícia aclarint-ho i assenyalant que consideraria emprendre accions legals contra Facu Díaz.

## Denúncia de víctimes del terrorisme per esquetx
El 29 d'octubre de 2014 es va emetre un esquetx al programa Tuerka News titulat "El PP es dissol". En l'esquetx televisiu, que es va estendre ràpidament per les xarxes socials, apareixia Facu Díaz encaputxat amb un passamuntanyes llegint un comunicat, a l'estil dels comunicats emesos per ETA, on s'anunciava la dissolució del Partit Popular. La sàtira amb relació a la dissolució del PP estava relacionada per la detenció aquest mateix mes de diversos dirigents del partit dins de l'Operació Púnica que perseguia possibles delictes de corrupció. L'esquetx va rebre una dura crítica del Partit Popular, que ho va qualificar de "vomitiu", segons una declaració del Partit Popular del País Basc. Les crítiques es van dirigir a més a Pablo Iglesias, líder de Podem, a qui van acusar de "burlar-se i menysprear les víctimes d'ETA" i exigint-li una rectificació i disculpes. Així mateix, Ortega Lara, dirigent de Vox i antic funcionari de presons conegut pel seu segrest per l'organització armada ETA, va publicar una carta criticant l'esquetx de la "televisió de Pablo Iglesias" per ridiculitzar les víctimes. Facu Díaz es va defensar de les crítiques, considerant a més que les acusacions tenien un interès polític per desprestigiar a Podem, partit del qual no formava part.
El 9 de gener de 2015 l'Audiència Nacional va imputar a Facu Díaz un possible delicte contra l'honor de les víctimes del terrorisme després d'una querella presentada per l'associació Dignidad y Justicia. El 15 de gener, i després de la presa de declaració a Facu Díaz durant cinc minuts, Javier Gómez Bermúdez com a jutge instructor de l'Audiència Nacional va decidir arxivar la causa en considerar que l'esquetx no podia considerar-se una humiliació de les víctimes del terrorisme.
La notícia de la imputació de Facu Díaz per l'Audiència Nacional va tenir gran impacte mediàtic, tant de mitjans nacionals com a internacionals. Va motivar la publicació de diversos editorials i articles d'opinió que reflexionaven sobre la llibertat d'expressió i el grau de sàtira emprada per Facu Díaz. El debat es va posar en context de la llibertat d'expressió reivindicada per l'opinió pública i la classe política arran de l'atemptat contra Charlie Hebdo ocorregut a París dies abans.